# Deutsche Verkehrsfliegerschule

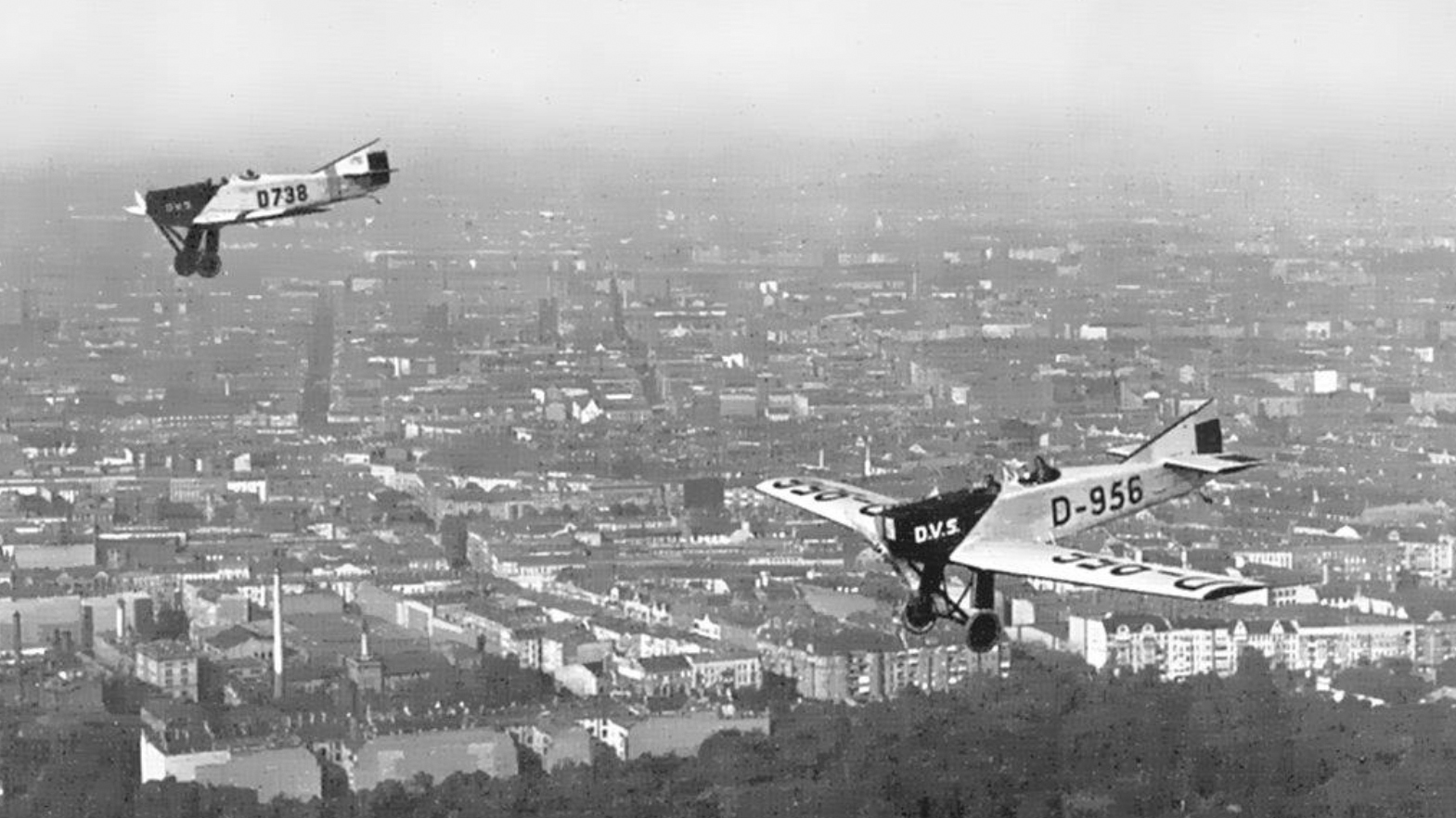
Zwei Junkers A 20 der Deutschen Verkehrsfliegerschule („D.V.S.“) am 5. September 1926 über Berlin

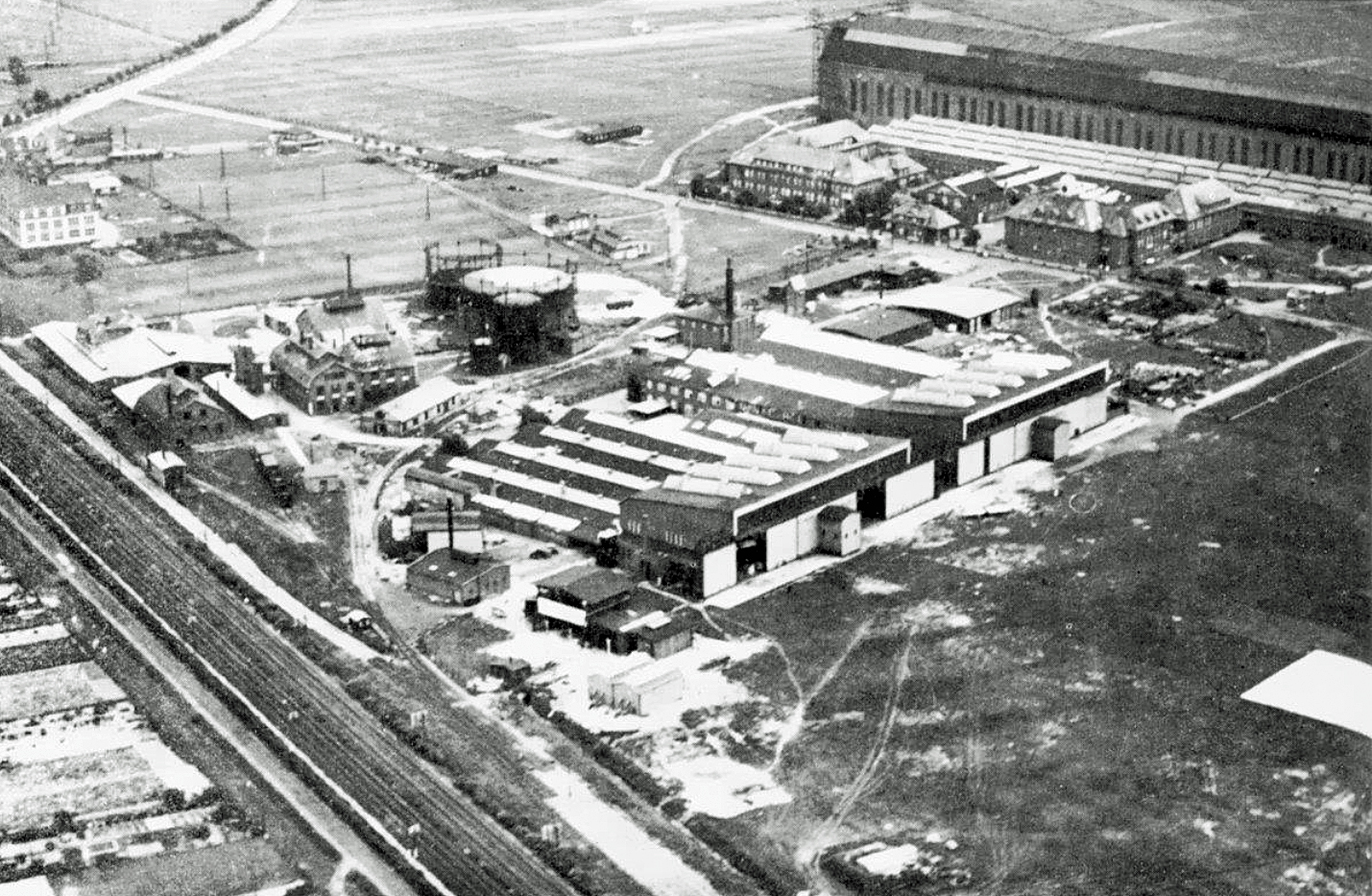
Die Nordwestecke des Flugplatzes Staaken mit den Flugzeughallen der Deutschen Verkehrsfliegerschule (oben rechts der hintere Teil der großen Zeppelinhalle), 1928

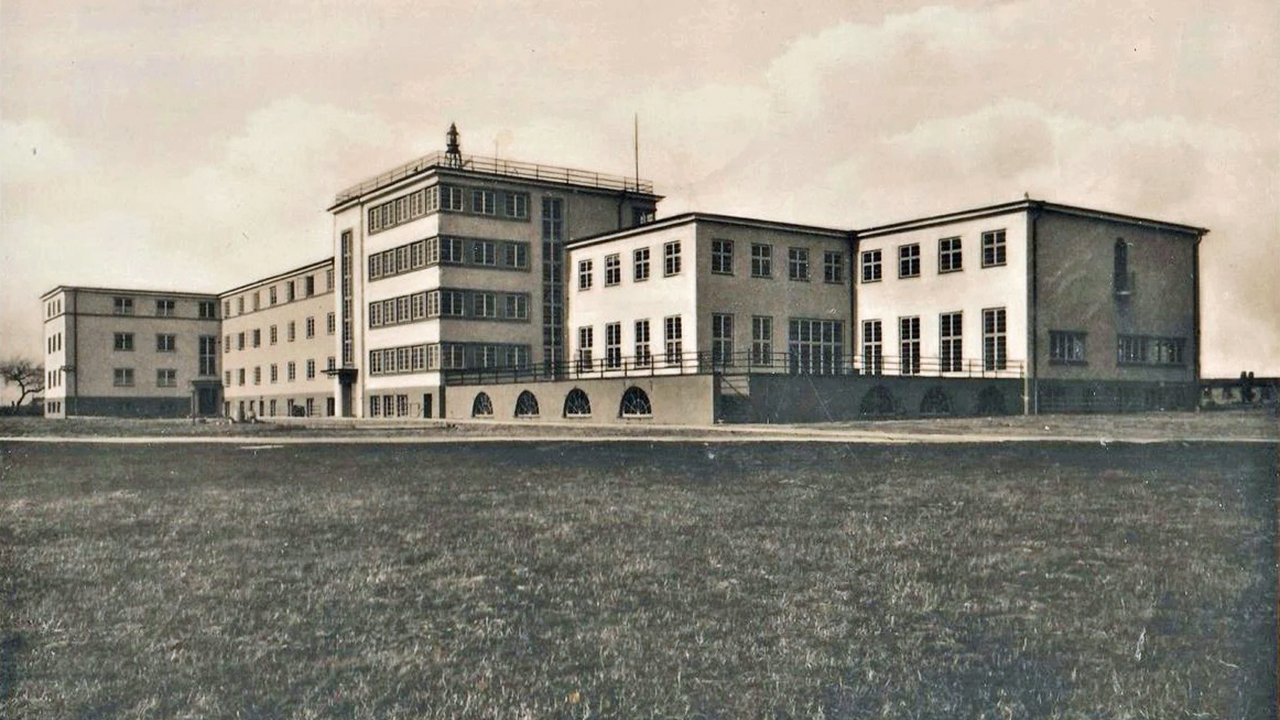
Gebäude der Deutschen Verkehrsfliegerschule in Braunschweig am Flugplatz Braunschweig-Broitzem, 1929

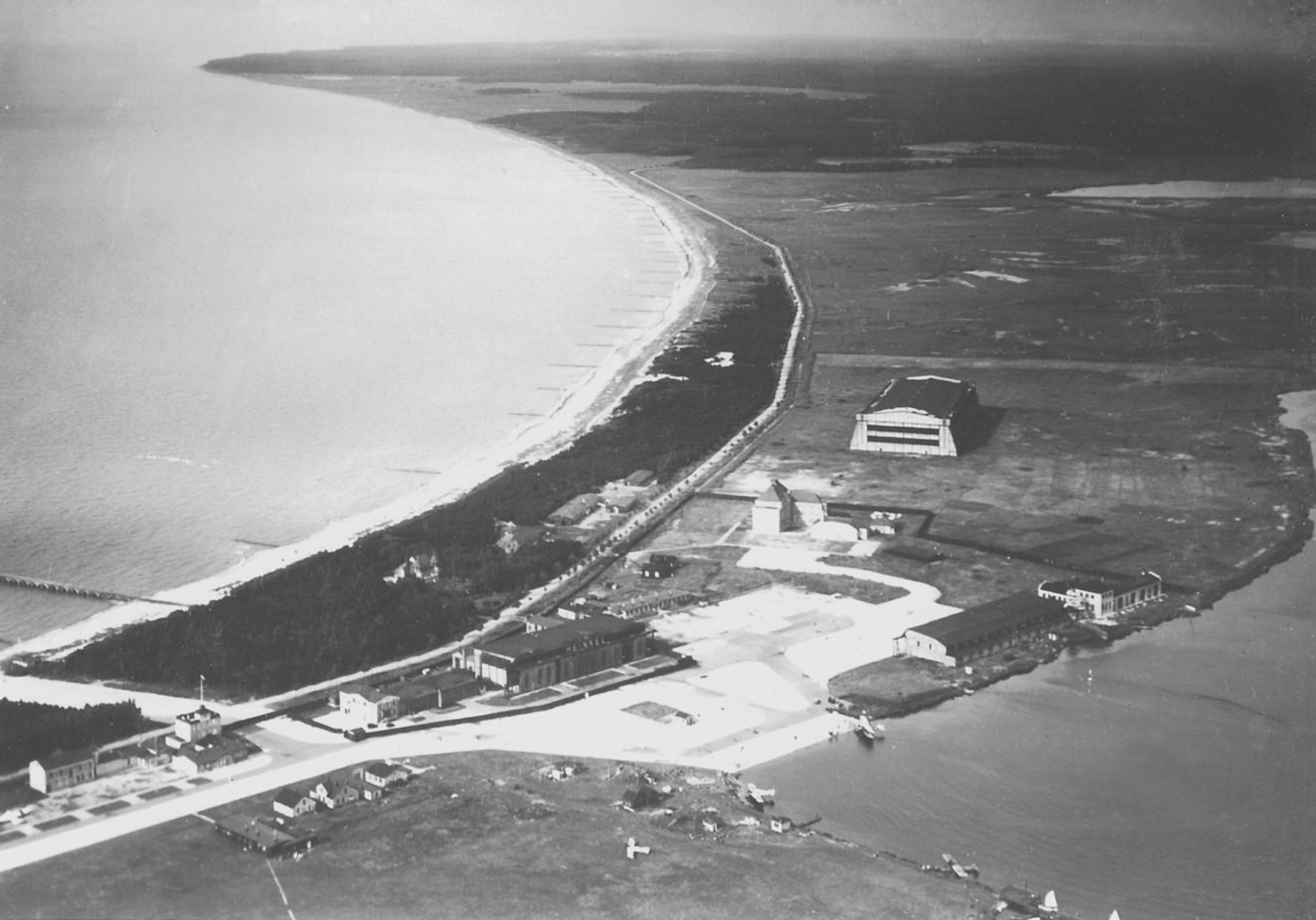
Standort der DVS-Zweigstelle Warnemünde, der Flugplatz und Seeflughafen Warnemünde (um 1925)

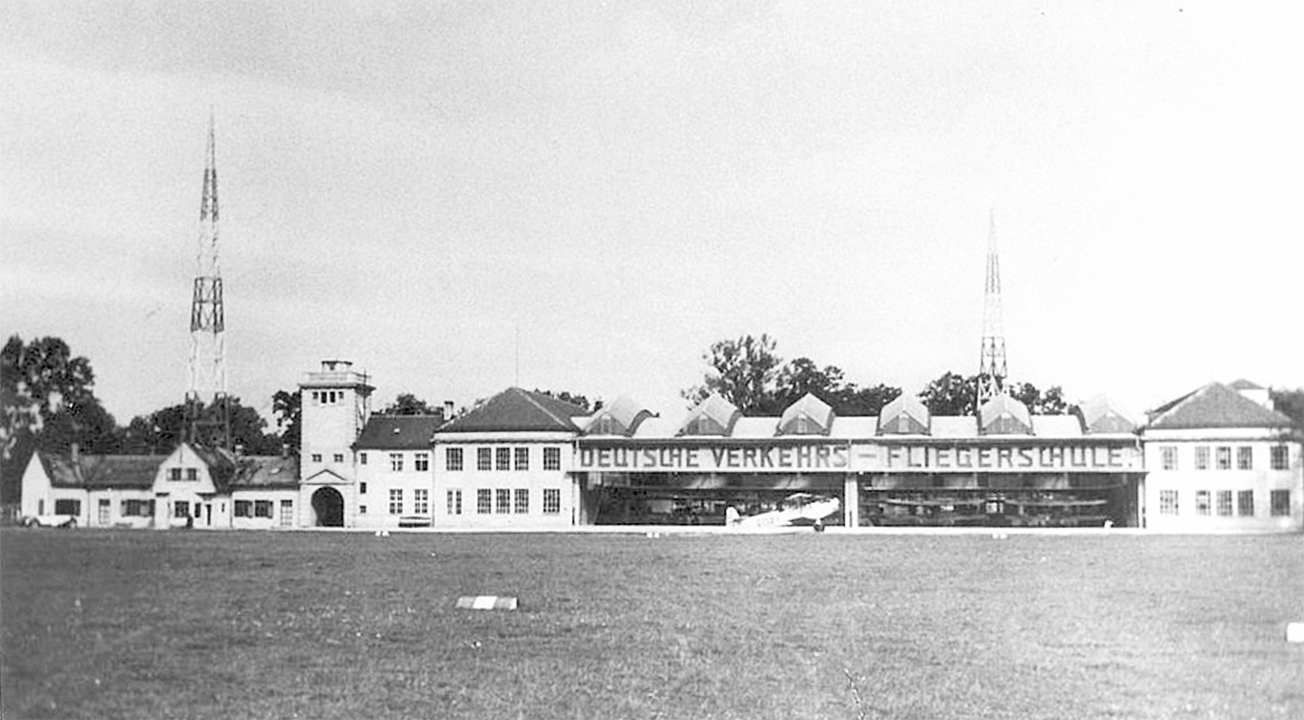
Die „Deutsche Verkehrs-Fliegerschule“ (DVS) auf dem Flugplatz Schleißheim, 1930

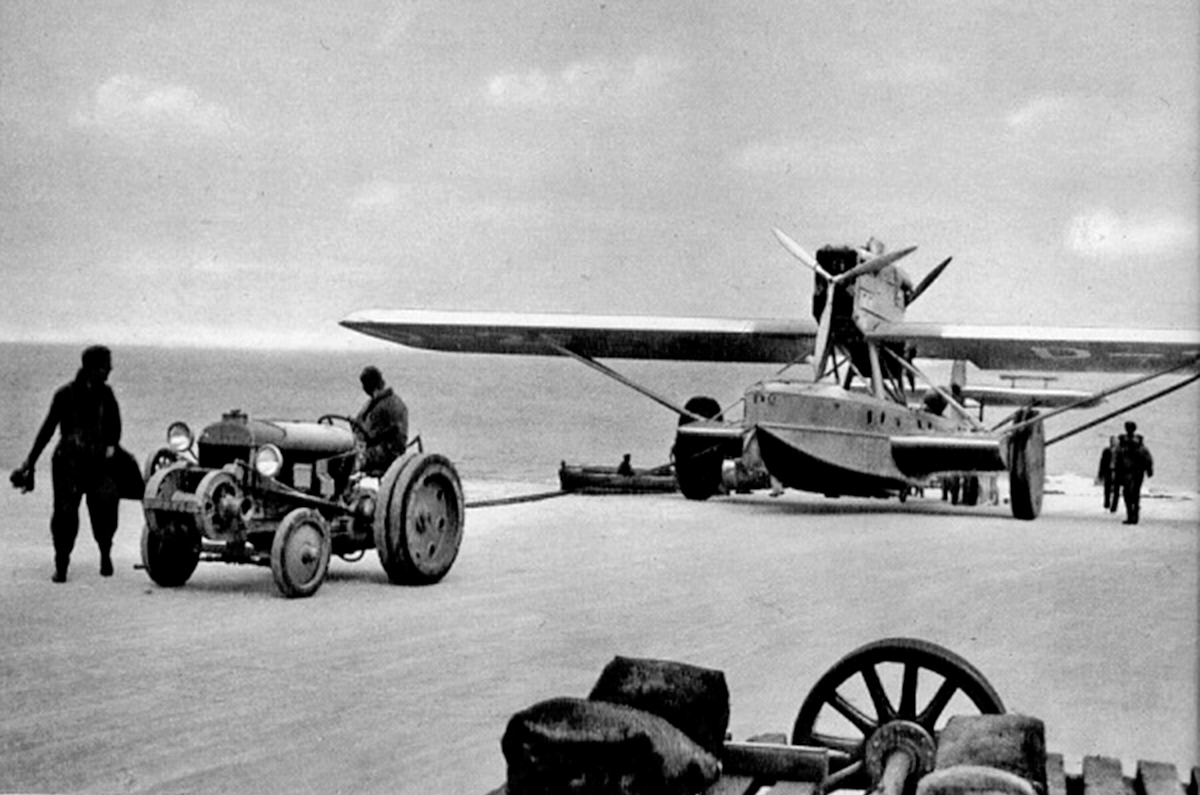
Dornier Wal „D2053“ der DVS List auf Sylt auf der Slipanlage im Lister Hafen, 1932

Die Deutsche Verkehrsfliegerschule (DVS) war eine an mehreren Standorten angesiedelte Flugschule im Deutschen Reich zur Zeit der Weimarer Republik und des Nationalsozialismus.

## Geschichte

### Situation der Militärluftfahrt in Deutschland ab 1919
Im militärischen Teil des Versailler Vertrags vom 28. Juni 1919 waren für Deutschland Luftstreitkräfte generell verboten; vorhandenes Material musste ausgeliefert oder zerstört werden. Die Einhaltung dieser Vertragsbestimmungen wurde von der Luftfahrt-Überwachungs-Kommission (ILÜK) überwacht. Die Reichsregierung und die militärische Führung im Reichswehrministerium, die sich der im Ersten Weltkrieg erwiesenen Unverzichtbarkeit militärischer Luftfahrt bewusst waren, waren nicht gewillt, dieses Verbot reaktionslos hinzunehmen. Frühzeitig entwickelte und verfolgte man Strategien vorhandenes militärisches Luftfahrtwissen und -Personal zu sichern. Im In- und Ausland sorgte man mit einer Reihe von „Sportflug Gesellschaften“, geheimen Fliegerschulen und Erprobungsstätten und Verkehrsfliegerschulen für getarnte Ausbildungsstätten und Fliegereinheiten, finanziert durch geheime Kanäle der deutschen Regierung, der Reichsmarine und der Reichswehr.:1 Weitere solche Einrichtungen waren das Funk-Versuchs-Kommando in Warnemünde, die Hanseatische Fliegerschule in Faßberg, der Deutsche Flugwetterdienst in Lechfeld und das Forst- und landwirtschaftliche Flugversuchs-Institut in Prenzlau. Um zukünftigen Bomberbesatzungen Erfahrungen in der Navigation im Langstrecken- und Blindflug zu verschaffen, richtete die Deutsche Reichsbahn mehrere sogenannte „Reichsbahnflugstrecken“ ein (z. B. Berlin–Danzig–Königsberg), auf denen Ju 52, Do 11 und andere Maschinen eingesetzt wurden; offiziell für schnellere Frachtzustellung.
Personen wie Hermann von der Lieth-Thomsen, Walter Stahr, Hellmuth Bieneck, Alfred Boner, Johannes Trautloft, Erich Warsitz und viele andere wechselten zwischen Dienststellen in den als zivil getarnten Luftfahrtfirmen und der Reichswehr bzw. innerhalb der Tarnfirmen hin und her.

### DVS Geschichte
Die DVS, eine der Tarnfirmen, wurde am 1. April 1925 in Berlin-Staaken gegründet und ihr Hauptsitz wurde 1929 auf den Flugplatz Braunschweig-Broitzem am Stadtrand von Braunschweig verlegt. Erster Leiter der Deutschen Verkehrsfliegerschule wurde Alfred Keller, der im Ersten Weltkrieg Kommandeur eines Kampfgeschwaders der Obersten Heeresleitung war. Neben Berlin-Staaken entstanden ab 1925 in Warnemünde, List auf Sylt, Schleißheim:118, Stettin, Braunschweig und Cottbus weitere Standorte der Deutschen Verkehrsfliegerschule im Deutschen Reich.
Bekannte Absolventen waren die Jagdpiloten Galland, Lützow, Trautloft, die Testpiloten Warsitz, Voigt, der Flugzeugkonstrukteur Baade und der erste Direktor des Luftfahrt-Bundesamtes Möhlmann. Besondere fliegerische Leistungen, wie die Atlantikflüge mit Dornier-Wal-Flugzeugen Anfang der 1930er Jahre von Wolfgang von Gronau, dem Leiter der DVS-Zweigstelle List auf Sylt, fanden in ihrer Zeit eine große Öffentlichkeit.

### Genfer Abrüstungskonferenz
Die Notwendigkeit der Tarnung entfiel als 1932/33 im Rahmen der Genfer Abrüstungskonferenz die militärische Gleichberechtigung Deutschlands anerkannt wurde. Mit der Gründung des Reichsluftfahrtministeriums im Jahre 1933 gingen die getarnten Militärluftfahrteinrichtungen – 1934 gab es 41 militärische Fliegerverbände in Deutschland, die als zivile Organisationen getarnt waren – einschließlich der Deutschen Verkehrsfliegerschulen in die Zuständigkeit dieses Ministeriums über. Am 1. März 1935 wurden sie in die Luftwaffe bei ihrer offiziellen Gründung eingegliedert.
Die in der Nachkriegszeit „Deutsche Verkehrsfliegerschule“ genannten neugegründeten Flugschulen sind mittlerweile nicht mehr am Markt vertreten.